# Woptime
I Woptime sono un gruppo hardcore di Torino formatosi nel 1999.

## Il gruppo
I Woptime si formarono nel 1999 per iniziativa di Saverio e Paolo che avevano precedentemente militato nei Fuori Controllo gruppo Oi! di Torino. Nello stesso anno producono un demo registrato dal vivo durante la loro prima esibizione live al centro sociale El Paso a Torino.

Nel 2000 danno alle stampe il loro primo album Inferno sulla Terra, prodotto dalla Bad Attitude Records. Nel 2001 viene prodotto il loro secondo album intitolato Il giorno del giudizio. Nel 2002 registrano, di nuovo ad El Paso, il loro primo live ufficiale coprodotto da diverse etichette, contenente anche la cover della Oi! band torinese dei Rough Torino è la mia città, già registrata sul secondo album.
Nel 2004 registrano il loro ultimo lavoro in studio intitolato Mi vida loca distribuito in tutta Europa oltre che in Canada, Australia e Giappone. Per promuovere il nuovo lavoro viene organizzato un tour nell'Europa dell'est. Infine nel 2006 viene registrato il secondo live ufficiale intitolato Night of the Speed Demons durante un concerto insieme ad altre due gruppi storici della scena italiana: i Cripple Bastards e gli Skruigners.
Il gruppo si scioglie nel 2006.
Dalle ceneri di Woptime e Sickhead nascono i Concrete Block.

## Formazione
- Saverio Sgaramella: voce
- Paolo: chitarra
- Enrico: basso
- Pelle: batteria

## Discografia

### Album in studio
- 2000 - Inferno sulla Terra
- 2001 - Il giorno del giudizio
- 2004 - Mi vida loca

### Live
- 2002 - Live at El Paso
- 2006 - Night of the Speed Demons (Con Skruigners e Cripple Bastards)

### Demo
- 1999 - EL PASO live demo